# Urpo Sivula
Urpo Sivula (ur. 15 marca 1988 roku w Kuru) – fiński siatkarz, grający na pozycji przyjmującego, reprezentant kraju. 

## Sukcesy klubowe
Puchar Finlandii:
- 2007, 2008, 2017, 2018, 2023[2]

Mistrzostwo Finlandii:
- 2013, 2017, 2018, 2019, 2023[3]
- 2007, 2008, 2016
- 2022[4], 2024[5]

Mistrzostwo Niemiec:
- 2012